# Maria Diaconescu
Maria Diaconescu, geborene Diţi, (* 16. November 1937 in Câmpulung Moldovenesc) ist eine ehemalige rumänische Leichtathletin.
1957 gewann sie Silber im Speerwurf bei den Weltfestspielen der Jugend und Studenten und siegte bei den Welt-Universitätsspielen. Bei den Leichtathletik-Europameisterschaften 1958 in Stockholm wurde sie Siebte, und bei der Universiade 1959 holte sie Bronze.
Einem zehnten Platz bei den Olympischen Spielen 1960 in Rom folgten Silbermedaillen bei der Universiade 1961, den Weltfestspielen der Jugend und Studenten 1962 und den EM 1962 in Belgrad.
Bei den Olympischen Spielen 1964 in Tokio wurde sie Sechste.
Ihre persönliche Bestleistung von 56,64 m stellte sie am 15. Juli 1961 in Sofia auf. 